# Peugeot Proxima
Peugeot Proxima — автомобиль-прототип, созданный фирмой Peugeot в 1986 году.

## История создания
На выставках в 1990-1991 гг. автомобиль использовался в качестве демонстратора технологий и технических решений, которые могут появиться в автомашинах будущего: на нём были установлены автоматическая подкачка шин, дорожный радар, телекамера заднего вида, навигационная аппаратура с цветным дисплеем, а также блок задних фонарей с изменяемой интенсивностью свечения (яркость которых зависела от интенсивности торможения).
Peugeot Proxima названа в честь звезды Проксима Центавра, которая является ближайшей к Солнечной системе.
Proxima имеет кузов из углепластика типа купе с формулой 2+2 (два взрослых и два детских места). Для входа и выхода — «фонарь», отрывающийся вверх и вперёд.
Силовой агрегат расположен в центре, 24-клапанный V-образный шестицилиндровый двигатель рабочим объёмом 2849 см³, оборудованный турбонаддувом с (с двумя турбонагнетателями и промежуточным охлаждением воздуха), развивает 680 л.с.
Трансмиссия полноприводная, с автоматически подключаемым передним мостом (при проскальзывании задних колес).